# Huang Haiyang
Huang Haiyang (chinesisch 黄海洋, Pinyin Huáng Hǎiyáng; * 1. November 1985 in Xuzhou) ist eine ehemalige chinesische Säbelfechterin.

## Erfolge
Huang Haiyang feierte international vor allem mit der Mannschaft Erfolge. Bei den Olympischen Spielen 2008 in Peking erreichte sie mit der Mannschaft nach Siegen über Polen und Frankreich das Gefecht um die Goldmedle, in dem diese gegen die Ukraine mit 44:45 knapp verlor und damit Silber gewann. Bei der Weltmeisterschaft 2003 in Havanna folgte eine weitere Silbermedaille. Auch bei Asienspielen war sie zweimal mit der Mannschaft erfolgreich: sowohl in 2002 in Busan als auch 2006 in Doha gewann sie Gold. Dreimal wurde Huang mit der Mannschaft Asienmeister. 2001 wurde sie zudem in Bangkok Asienmeisterin im Einzel.